# Montenegros herrlandslag i handboll
Montenegros herrlandslag i handboll representerar Montenegro i handboll på herrsidan. Lagets första mästerskap var EM 2008 i Norge. Laget slutade då på tolfte plats. Vid VM 2013 i Spanien kom laget på 22:a plats.

## Förbundskaptener
- Pero Milošević (2006–2007)
- Ranko Popović (2007–2009)
- Kasim Kamenica (2009–2010)
- Miodrag Popović (2010–2011)
- Zoran Kastratović (2011–2014)
- Ljubomir Obradović (2014–2016)
- Dragan Đukić (2016–2018)
- Zoran Roganović (2018–2023)
- Vlado Šola (2023–)

## Spelare i urval
- Goran Đukanović
- Ratko Đurković
- Petar Kapisoda
- Blažo Lisičić
- Igor Marković
- Fahrudin Melić
- Draško Mrvaljević
- Alen Muratović
- Mladen Rakčević
- Zoran Roganović
- Goran Stojanović
- Aleksandar Svitlica